# Семя Альбиона
«Семя Альбиона: четыре британских народных уклада в Америке» — книга Дэвида Хакетта Фишера 1989 года, в которой подробно описывается народные обычаи четырёх групп людей, переехавших из разных регионов Великобритании (Альбион) в Соединенные Штаты. Аргументация книги состоит в том, что культура каждой из групп сохранилась, и составляет основу политической культуры современных Соединенных Штатов. Фишер объясняет «происхождение и стабильность социальной системы, которая на протяжении двух столетий оставалась упрямо демократической в своей политике, капиталистической в своей экономике, либертарианской в своих законах, индивидуалистической в своем обществе и плюралистической в своей культуре».

## Четыре народных уклада
Четыре миграции обсуждаются в четырёх основных главах книги:
- Восточная Англия в Массачусетс

Исход английских пуритан (пилигримы и пуритане повлияли на корпоративную и образовательную культуру северо-востока США)
- Южная Англия в Вирджинию

Кавалеры и крепостные слуги (дворянство повлияло на культуру плантаций юга Соединенных Штатов)
- Средняя Англия в долину Делавэр

Миграция друзей (квакеры повлияли на индустриальную культуру Средней Атлантики и Среднего Запада США)
- Северная Англия в горы Аппалачи

Бегство из Северной Британии (т. н. «шотландско-ирландский» и пограничный английский язык повлияли на культуру ранчо западных Соединенных Штатов и общую аграрную культуру южных Соединенных Штатов)
Фишер охватывает и сопутствующие народы, такие как валлийцы, шотландцы, ирландцы, голландцы, французы, немцы, итальянцы, а также порабощенных африканцев в Южной Каролине. Фишер объясняет предпочтения избирателей и диалекты речи в четырёх регионах, простирающихся от их колониальной базы в Атлантике до Тихого океана.
В «Семени Альбиона» Фишер отмечает свои наблюдения о связи Чесапикского залива и Южной Англии, а потом конкретизирует их в работе «Вдаль: Вирджиния и движение на запад».

### Истоки
Фишер заявляет, что цель книги — изучить сложные культурные процессы, действовавшие в четырёх народных укладах в течение определённого периода времени. Albion’s Seed утверждает: «Наследие четырёх британских народных укладов в ранней Америке остается самым мощным фактором, определяющим общественный уклад в Соединенных Штатах».

Термин «народный уклад» был первоначально придуман Уильямом Грэмом Самнером, американским социологом XIX века. В трактате Самнера «Народные уклады: исследование социологического значения обычаев, нравов, обычаев, нравов и морали» утверждается:
Народные уклады — это привычки индивида и обычаи общества, возникающие в результате усилий по удовлетворению потребностей; они переплетаются с предрассудками, повериями и примитивными представлениями об удаче, и поэтому завоевывают традиционный авторитет. Затем они становятся регулятивными для последующих поколений и приобретают характер социальной силы. Они возникают неизвестно откуда и как. Они растут как бы игрой внутренней жизненной энергии. Они могут быть изменены, но только в ограниченной степени, целенаправленными усилиями людей. Со временем они теряют силу, приходят в упадок и умирают или трансформируются. Пока они сильны, они в значительной степени контролируют индивидуальные и общественные начинания, производят и питают идеи мировой философии и жизненной политики. Однако они не являются органическими или материальными. Они принадлежат к над-органической системе отношений, условностей и институциональных механизмов.

### Ключевые характеристики
Фишер описывает свое модифицированное применение концепции народных укладов как «нормативную структуру ценностей, обычаев и смыслов, существующих в любой культуре», происходящих из социальных и интеллектуальных источников. В частности, определение народных укладов, данное Фишером, состоит в том, что они «часто очень стабильны, но никогда не статичны. Даже там, где они приобрели статус традиции, они не обязательно очень давние. Народные уклады постоянно находятся в процессе создания, даже в наше время».
Каждый из четырёх различных народных укладов сравнительно описан и определён в следующих терминах:
- Речевые навыки: «Обычные образцы письменной и устной речи; произношение, словарный запас, синтаксис и грамматика».
- Способы строительства: «Преобладающие формы народной архитектуры и высокой архитектуры, которые, как правило, связаны друг с другом».
- Семейные обычаи: «Структура и функции домашнего хозяйства и семьи, как в идеале, так и в действительности».
- Брачные обычаи: «Идеи брачных уз и культурные процессы ухаживания, брака и развода».
- Отношения между полами: «Обычаи, регулирующие социальные отношения между мужчинами и женщинами».
- Сексуальные обычаи: «Обычные сексуальные отношения и действия, а также подход к сексуальным отклонениям».
- Способы воспитания детей: «Представления о детской природе и обычаи воспитания детей».
- Способы именования: «Ономастические обычаи, включая предпочтительные имена и происхождение имен в семье».
- Возрастные обычаи: «Отношение к возрасту, опыт старения и возрастные отношения».
- Обычаи смерти: «Отношение к смерти, ритуалы смерти, погребальные обычаи и траурные обычаи».
- Религиозные обычаи: «Образцы религиозного культа, богословия, экклезиологии и церковной архитектуры».
- Магические обычаи: «Нормативные верования и практики, касающиеся сверхъестественного».
- Способы обучения: «Отношение к грамотности и обучению, а также традиционные модели образования».
- Гастрономические обычаи: «Образцы диеты, питания, приготовления пищи, еды, пиршества и поста».
- Способы одеваться: «Обычаи одежды, поведения и личных украшений».
- Спортивные обычаи: «Отношение к отдыху и досугу; народные игры и формы организованного спорта».
- Обычаи работы: «Рабочая этика и опыт работы; отношение к работе и характер работы».
- Обычаи времени: «Отношение к использованию времени, обычные методы учёта времени и обычные ритмы жизни».
- Обычаи богатства: «Отношение к богатству и модели его распределения».
- Способы ранжирования: «Правила присвоения ранга, роли, которые влечет за собой ранг, и отношения между различными рангами».
- Социальные обычаи: «Принятые модели миграции, расселения, ассоциации и присоединения».
- Обычаи правопорядка: «Идеи правопорядка, упорядочивающие институты, формы беспорядка и преодоление беспорядка».
- Обычаи власти: «Отношение к авторитету и власти; модели политического участия».
- Обычаи свободы: «Преобладающие идеи свободы и сдержанности, а также либертарианские обычаи и институты».

## Дополнительный материал
- «Тезис фрагментов» Луи Харца, который предполагает, что политическая культура стран Нового Света зависит от того, когда и кем они были колонизированы.